# 5-メチルテトラヒドロ葉酸
5-メチルテトラヒドロ葉酸（5-メチルテトラヒドロようさん、5-Methyltetrahydrofolate）は、テトラヒドロ葉酸のメチル化誘導体である。メチレンテトラヒドロ葉酸レダクターゼ(EC 1.5.1.20)によって5,10-メチレンテトラヒドロ葉酸から合成され、5-メチルテトラヒドロ葉酸-ホモシステインメチルトランスフェラーゼ(EC 2.1.1.13)（またはメチオニンシンターゼと呼ぶ）によるホモシステインからのメチオニンの再生に使われる。

テトラヒドロ葉酸（THF）による代謝とビタミンB12によるTHFの再生産、:de:Folsäure=葉酸、DHF=ジヒドロ葉酸、THF=テトラヒドロ葉酸、Vit.B12=ビタミンB12、Methyl-Vit.B12=メチルコバラミン、Methionin=メチオニン、Methionin Syntase=5-メチルテトラヒドロ葉酸-ホモシステインメチルトランスフェラーゼ、Homocystein=ホモシステイン、N5-Methyl-THF=5-メチルテトラヒドロ葉酸、N5,N10-Methylene-THF=5,10-メチレンテトラヒドロ葉酸、N10-Formyl-THF=10-ホルミルテトラヒドロ葉酸、dUMP=デオキシウリジン一リン酸、NADPH、DNA